# Bactrocera rufula
Bactrocera rufula
 es una especie de insecto díptero que Hardy describió científicamente por primera vez en 1982. Esta especie pertenece al género Bactrocera de la familia Tephritidae.